# Keith Carter
Keith Carter (Estados Unidos, 30 de agosto de 1924-3 de mayo de 2013) fue un nadador estadounidense especializado en pruebas de estilo braza, donde consiguió ser campeón olímpico en 1948 en los 200 metros.

## Carrera deportiva
En los Juegos Olímpicos de Londres 1948 ganó la medalla de plata en los 200 metros estilo braza, con un tiempo de 2:40.2 segundos, tras su paisano estadounidense Joe Verdeur y por delante de otro compatriota Bob Sohl (bronce con 2:43.9 segundos).